# Lena EK
Lena Margareta Ek, nascida Hemmingsson, (Mönsterås, 16 de janeiro de 1958) é uma política sueca, do Partido do Centro.
Foi deputada do Parlamento da Suécia e do Parlamento Europeu. Foi Ministra do Meio Ambiente - desde 2011 até 2014 - no Governo Reinfeldt II.